# Coccomyces coronatus

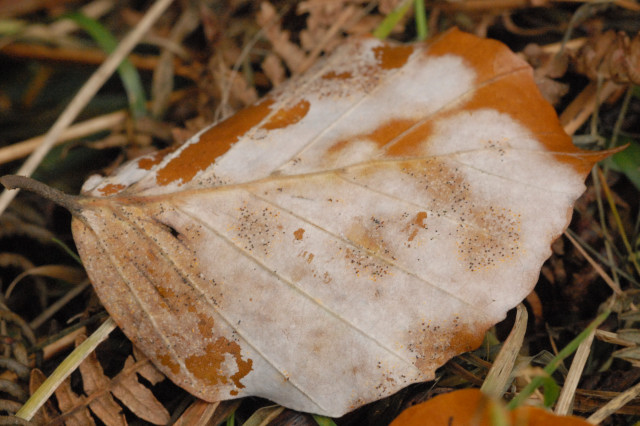
Liść z apotecjami

Coccomyces coronatus (Schumach.) De Not. – gatunek grzybów z rodziny łuszczeńcowatych (Rhytismataceae). Rozwija się na opadłych liściach drzew.

## Systematyka i nazewnictwo
Pozycja w klasyfikacji według Index Fungorum: Coccomyces, Rhytismataceae, Rhytismatales, Leotiomycetidae, Leotiomycetes, Pezizomycotina, Ascomycota, Fungi.
Po raz pierwszy takson ten opisał w 1803 r. Heinrich Christian Friedrich Schumacher nadając mu nazwę Ascobolus coronatus. Obecną, uznaną przez Index Fungorum nazwę nadał mu w 1859 r. Giuseppe De Notaris.
Synonimy:
- Ascobolus coronatus Schumach. 1803
- Coccomyces coronatus f. megathecius (Speg.) Rehm 1888
- Coccomyces coronatus f. rubi Rehm 1912
- Coccomyces coronatus var. megathecius Speg. 1879
- Coccomyces epiphyllus Velen. 1934
- Lophodermium phacidium De Not. 1847
- Peziza viridis With. 1796[3].

## Morfologia
Anamorfa nie jest znana. Teleomorfa tworzy zanurzone w podłożu owocniki typu apotecjum, w wyblakłych plamkach ograniczonych delikatną czarną linią i towarzyszącymi im mikrosklerocjami. Apotecja mają średnicę 0,6–1,2 mm, są koliste lub wielokątne, czarne, błyszczące, bez widocznego wcześniej uformowanego aparatu apikalnego. Pękają na 4–6 nieregularnych zębów odsłaniając bladopomarańczowe (gdy jest suche) lub szare (gdy jest mokre) hymenium. Ściana o grubości około 20 µm, zbudowane z brązowych, czarniawych komórek o średnicy 5–10 µm. Podkładka o grubości około 10 µm, czarniawa, zbudowana z komórek o średnicy około 5 µm. Subhymenium szkliste, o grubości około 25 µm, oddzielona od podkładki szklistym subikulum z kilkoma krystalicznymi inkluzjami. Brak właściwego ekscypulum. Są nitkowate parafizy, czasami o wyraźnie napęczniałych wierzchołkach, o średnicy 4–5 µm, nieco zlepione. Worki 105–125 × 9–12 µm, walcowato maczugowate, o krótkiej szypułce lub prawie siedzące, z ostrym wierzchołkiem, 8-zarodnikowe. Askospory w wiązce, niespiralnie zwinięte, 60–80 × 1,5–2,5 µm, szkliste, bez przegród, cienkościenne i gładkościenne, czasem z wąską galaretowatą otoczką.

## Występowanie i siedlisko
Coccomyces coronatus jest szeroko rozprzestrzeniony na półkuli północnej. Występuje w Ameryce Północnej, Europie i Azji. W Polsce jest częsty, po raz pierwszy jego stanowiska podał Franciszek Błoński w 1896 roku, później podawało je wielu polskich mykologów. Bardziej aktualne stanowiska podaje internetowy atlas grzybów. Znajduje się w nim na liście gatunków zagrożonych.
Grzyb saprotroficzny rozwijający się na opadłych liściach dębów, buków, brzóz.